# José Luis Múzquiz de Miguel
José Luis Múzquiz de Miguel (Badajoz, 14 de octubre de 1912 – Plymouth, Massachusetts, 21 de junio de 1983) fue un sacerdote español del Opus Dei. Estudió Ingeniería de Caminos. Fue también Doctor en Derecho Canónico y Doctor en Historia. Desarrolló su labor pastoral en España y Estados Unidos. Colaboró en el establecimiento del trabajo apostólico del Opus Dei en otros países de Europa y Asia. En la diócesis de Boston, en la que murió, se abrió su proceso de canonización.

## Biografía
José Luis Múzquiz de Miguel nació en Badajoz el 14 de octubre de 1912. Su familia se trasladó pronto a Madrid. Allí estudió en un colegio de Jesuitas. En 1928 decidió estudiar Ingeniería. Conoció a San Josemaría en el curso 1934-35, durante el que frecuentó los medios de formación del Opus Dei. Se graduó como ingeniero de Caminos en 1936 con el número 2 de su promoción. A continuación comenzó una estancia en Alemania para conocer instalaciones industriales, pues le había surgido un posible puesto de trabajo en el puerto de Alicante.  En esos días estalló la guerra civil española. Embarcó hacia Portugal, encontrándose con su familia en Lisboa. Incorporado al Ejército   pasó el tiempo del conflicto en los frentes de Extremadura y Toledo.
Acabada la Guerra Civil recuperó el contacto con las actividades espirituales del Opus Dei en Madrid, incorporándose a la institución el 21 de enero de 1940 como numerario.
Comenzó a trabajar como ingeniero en la Compañía de Ferrocarriles del Norte y trabajó en la reconstrucción de las redes ferroviarias españolas, muy dañadas a causa del conflicto bélico.
Entre el 6 y el 24 de marzo de 1941 realizó un viaje a Portugal, en el que visitó Lisboa, Coimbra y Oporto, cuando la labor apostólica del Opus Dei en Portugal aaún no había comenzado.
Escrivá de Balaguer le sugirió la posibilidad de ordenarse sacerdote para atender las diferentes labores apostólicas del Opus Dei, a lo que respondió positivamente. Vio en ello un nuevo modo de servir a la Iglesia. La ordenación presbiteral tuvo lugar el 25 de junio de 1944, juntamente con Álvaro del Portillo y José María Hernández Garnica. Fueron los tres primeros fieles del Opus Dei en recibir la ordenación sacerdotal.
Se doctoró en Ingeniería de Caminos y en Derecho Canónico. Completó su formación humanística con otro doctorado en Historia por la Universidad de Valencia.
En 1946 realizó viajes para iniciar y desarrollar el trabajo apostólico del Opus Dei por varias ciudades del noroeste de España y por Portugal. San Josemaría le sugirió que ayudase en la labor apostólica de la Obra en los Estados Unidos, por aquel entonces en sus inicios. Se trasladó en 1949, y colaboró en el desarrollo de iniciativas de apostolado en Chicago, Boston, Nueva York, Washington y Milwaukee entre otros lugares. También ayudó en Canadá, donde el Opus Dei comenzó el trabajo apostólico años más tarde.
En 1961 Escrivá le pidió que colaborara en el Consejo General del Opus Dei en Roma, desde donde impulsó también la labor apostólica en diversos países de Europa y Asia. Regresó a España en 1966, donde trabajó como capellán de la casa de retiros de Pozoalbero (Cádiz) durante varios años.
El beato Álvaro del Portillo, sucesor de Escrivá al frente del Opus Dei, le pidió que volviese a los Estados Unidos en 1976. Los últimos años de su vida fue sacerdote del centro de Chestnut, en Illinois. El 20 de junio de 1983 sufrió una crisis cardíaca mientras impartía una clase. Falleció al día siguiente en el Jordan Hospital de Plymouth, Massachusetts. Se encuentra enterrado en el cementerio de West Roxbury.
Su causa de canonización se abrió el 2 de junio de 2011, en la arquidiócesis de Boston, donde falleció, bajo la autoridad del Cardenal Sean Patrick O’Malley, arzobispo de la ciudad. Terminó el 22 de mayo de 2014.

## Referencias

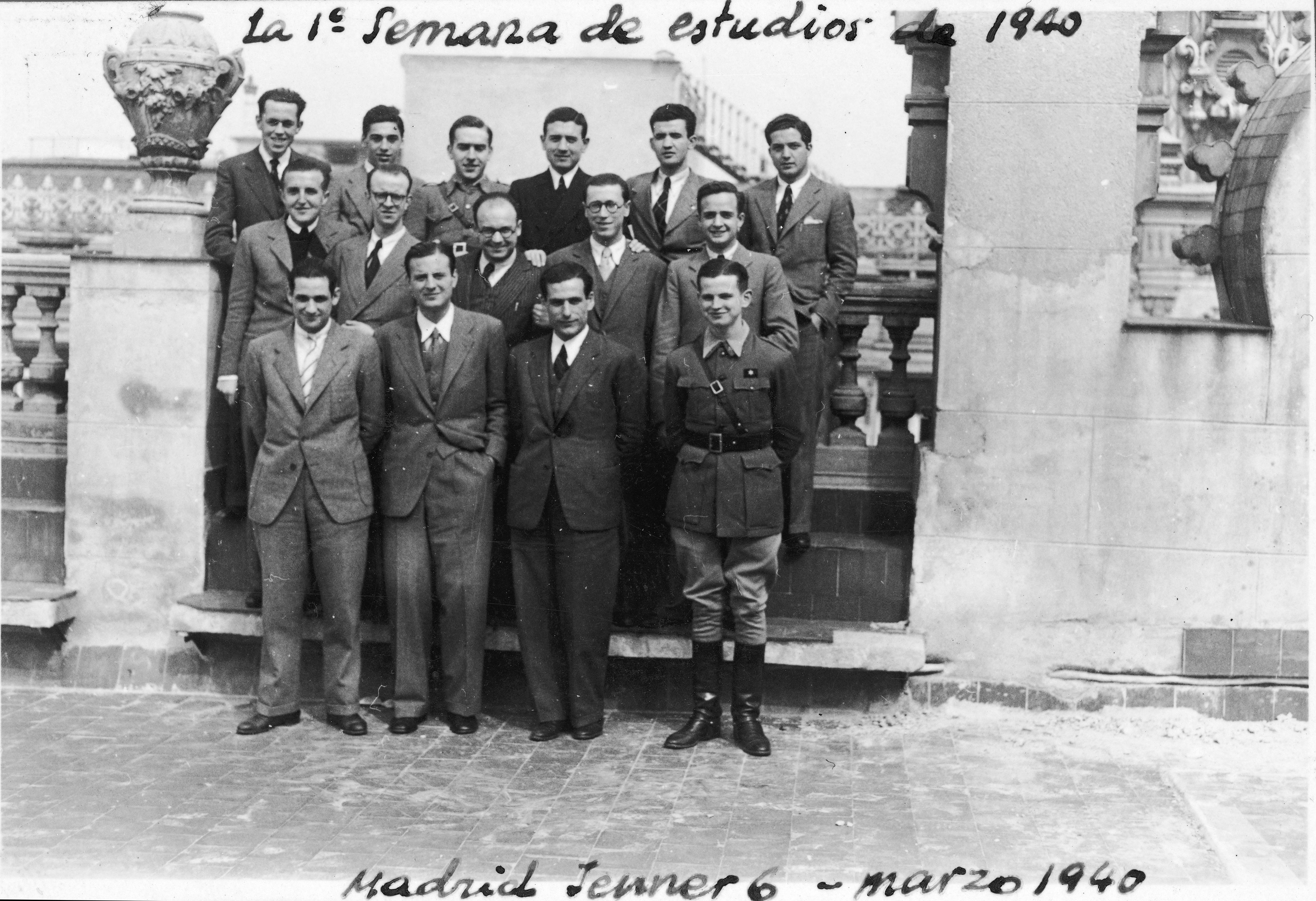
José Luis Múzquiz en la I Semana de estudios - Residencia Jenner (6 de marzo de 1940). Es el segundo por la izquierda, de la fila inferior.